# 愛丁堡舊城

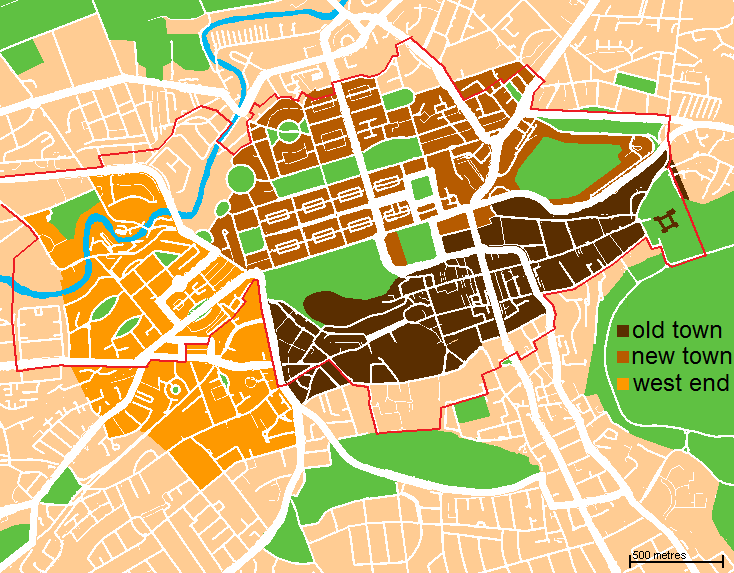
爱丁堡市中心地图，图上显示老城（深棕色）、新城（棕色）和西尾区（橘黄色），世界遗产区域是指图中红线范围内。

爱丁堡旧城（也称爱丁堡老城）是指苏格兰首府爱丁堡旧城区部分。城区里保留了许多欧洲中世纪和苏格兰宗教改革时期的建筑。爱丁堡老城和18世纪建立起来的爱丁堡新城一同被联合国教科文组织授予了“世界遗产”称号。

## 皇家一英里
皇家一英里是爱丁堡老城区的主干道，全長大约为一英里。连接了苏格兰历史的两大焦点：位于城堡岩石顶部的爱丁堡城堡，以及荷里路德宫。皇家一英里是爱丁堡老城最繁忙的旅游街道，只有爱丁堡新城的王子街能与之匹敌。 
老城区著名的建筑有：圣吉尔斯大教堂、苏格兰教会大堂、外科大楼、苏格兰皇家博物馆、爱丁堡大学、苏格兰议会大楼。这片区域内有许多古时保存下来的地下街道和地窖。

## 街道布局
爱丁堡老城的街道布局是典型的北欧城市风格。爱丁堡市郊有一个死火山，即城堡岩，山崖上是著名的爱丁堡城堡，城市里主干道都沿着山脊修建。最初爱丁堡是在其郊区的山上开始发展，后来慢慢建成了爱丁堡城堡，经过数个世纪的发展，市区开始向城堡石下方发展，最终成为了今天的爱丁堡。爱丁堡难攻易守，其南边有一片沼泽地，北边是一个湖，形成了两个天险。在古时，要进入爱丁堡的主干道内要经过许多重兵把守的城墙和城门，但是现在只有为数不多的残骸保留下来。

## 住宅

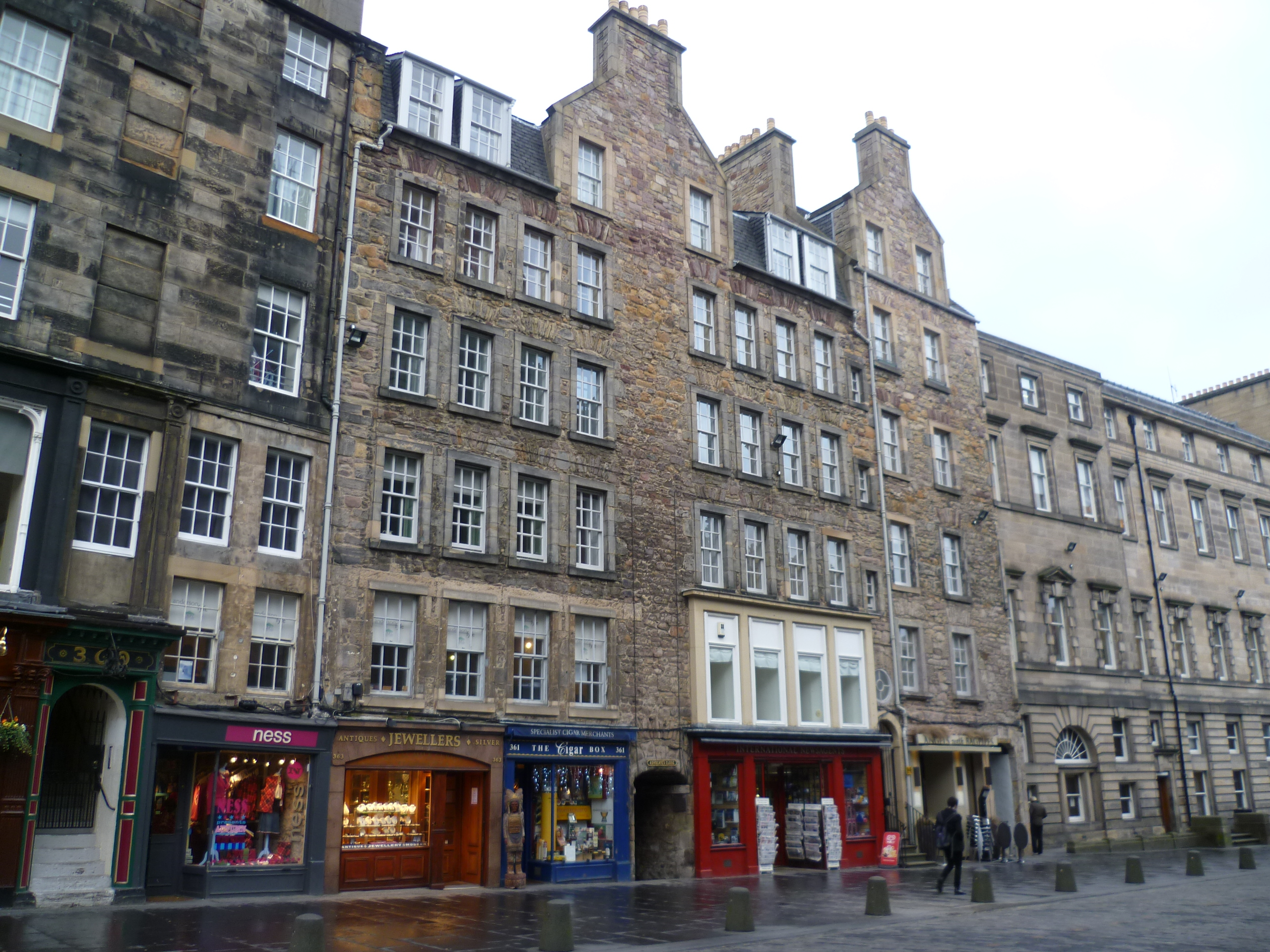
高街上的建筑物

由于爱丁堡规划空间限制，老城区出现了早期的高层住宅建筑，这些高层住宅成为了16世纪后的标杆。在18世纪，老城已经有了80000居民。到了近代，老城区的居民急剧下降，只有4000居民。现在有大约20000居民仍然生活在老城。爱丁堡居民很少在城墙外建立住宅区，他们情愿住在城内，所以当地居民对住房的数量也越来越多，随之而来的是越来越高的建筑。在1824年一场大火毁坏了市内许多建筑，重建工作都是在原来建筑的基础上开始的，这也改变了城区内的地平面，于是在老城区内出现了许多地下通道和地窖。

## 大事件

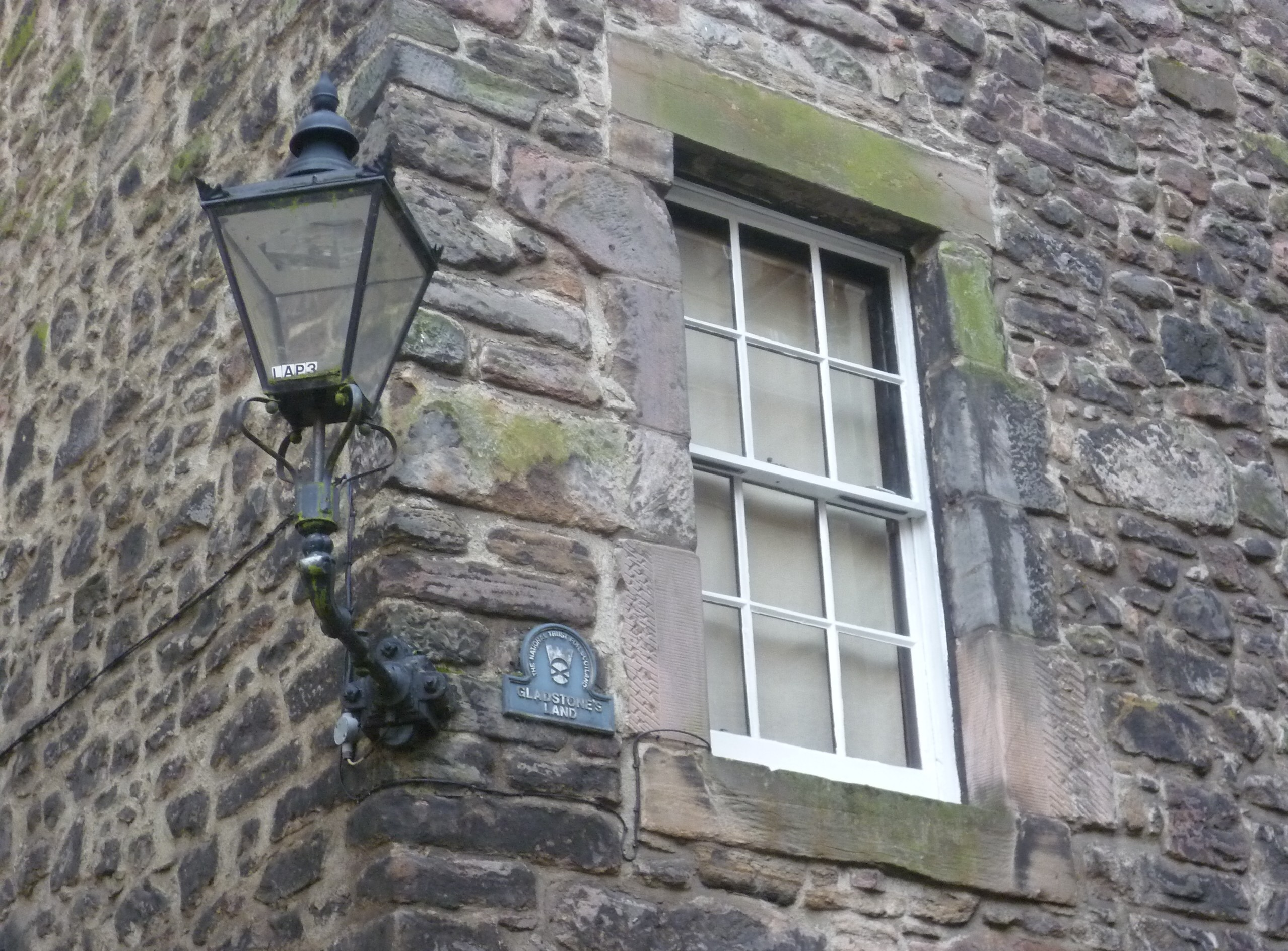
老城内的煤油灯复制品

- 爱丁堡国际艺术节会在每年的8月中旬前后的三周内举行，艺术节期间会邀请国际上顶级的艺术表演家（包括：歌剧表演、舞蹈表演、音乐表演等）。

- 2002年12月7日，一场大火吞噬了牛门街（The Cowgate），这场大火毁了镀金气球喜剧俱乐部（The Gilded Balloon），还有爱丁堡大学的综合智能图书馆。[2]